# Censo de los Estados Unidos de 1900
El censo de los Estados Unidos de 1900 es el décimo segundo censo realizado en Estados Unidos. Se llevó a cabo el 1 de junio de 1900 y dio como resultado una población de 76 212 168 habitantes.

## Realización
En el censo se recolectaron los siguientes datos de todos los habitantes del país:
- Dirección
- Nombre
- Relación con el jefe de familia
- Sexo
- Raza (blanco, negro, chino, japonés o indio)
- Edad
- Mes y año de nacimiento
- Estado marital y número de años casado
- Informar de cuantos hijos es madre y cuantos de ellos siguen vivos
- Lugar de nacimiento de la persona y de sus padres
- En caso de ser extranjero, informar sus años de residencia en el país e informar si está naturalizado
- Ocupación
- Meses que ha estado desempleado en el último año
- Educación
- Habilidad para hablar inglés
- Informar si es granjero
- Informar si paga renta o es propietario, e informar si paga hipoteca

## Resultados
| Posición | Estado               | Población  |
| -------- | -------------------- | ---------- |
| 1        | Nueva York           | 7 268 894  |
| 2        | Pensilvania          | 6 302 115  |
| 3        | Illinois             | 4 821 550  |
| 4        | Ohio                 | 4 157 545  |
| 5        | Misuri               | 3 106 665  |
| 6        | Texas                | 3 048 710  |
| 7        | Massachusetts        | 2 805 346  |
| 8        | Indiana              | 2 516 462  |
| 9        | Míchigan             | 2 420 982  |
| 10       | Iowa                 | 2 231 853  |
| 11       | Georgia              | 2 216 331  |
| 12       | Kentucky             | 2 147 174  |
| 13       | Wisconsin            | 2 069 042  |
| 14       | Tennessee            | 2 020 616  |
| 15       | Carolina del Norte   | 1 893 810  |
| 16       | Nueva Jersey         | 1 883 669  |
| 17       | Virginia             | 1 854 184  |
| 18       | Alabama              | 1 828 697  |
| 19       | Minnesota            | 1 751 394  |
| 20       | Misisipi             | 1 551 270  |
| 21       | California           | 1 485 053  |
| 22       | Kansas               | 1 470 495  |
| 23       | Luisiana             | 1 381 625  |
| 24       | Carolina del Sur     | 1 340 316  |
| 25       | Arkansas             | 1 311 564  |
| 26       | Maryland             | 1 188 044  |
| 27       | Nebraska             | 1 066 300  |
| 28       | Virginia Occidental  | 958 800    |
| 29       | Connecticut          | 908 420    |
| 30       | Oklahoma             | 790 391    |
| 31       | Maine                | 694 466    |
| 32       | Colorado             | 539 700    |
| 33       | Florida              | 528 542    |
| 34       | Washington           | 518 103    |
| 35       | Rhode Island         | 428 556    |
| 36       | Oregón               | 413 536    |
| 37       | Nuevo Hampshire      | 411 588    |
| 38       | Dakota del Sur       | 401 570    |
| 39       | Vermont              | 343 641    |
| 40       | Dakota del Norte     | 319 146    |
| 41       | Distrito de Columbia | 278 718    |
| 42       | Utah                 | 276 749    |
| 43       | Montana              | 243 329    |
| 44       | Nuevo México         | 195 310    |
| 45       | Delaware             | 184 735    |
| 46       | Idaho                | 161 772    |
| 47       | Hawái                | 154 001    |
| 48       | Arizona              | 122 931    |
| 49       | Wyoming              | 92 531     |
| 50       | Alaska               | 63 592     |
| 51       | Nevada               | 42 335     |
| Total    | Total                | 76 212 168 |

## Ciudades más pobladas
| Posición | Ciudad        | Estado               | Población |
| -------- | ------------- | -------------------- | --------- |
| 1        | Nueva York    | Nueva York           | 3 437 202 |
| 2        | Chicago       | Illinois             | 1 698 575 |
| 3        | Filadelfia    | Pensilvania          | 1 293 697 |
| 4        | San Luis      | Misuri               | 575 238   |
| 5        | Boston        | Massachusetts        | 560 892   |
| 6        | Baltimore     | Maryland             | 508 957   |
| 7        | Cleveland     | Ohio                 | 391 768   |
| 8        | Búfalo        | Nueva York           | 352 387   |
| 9        | San Francisco | California           | 342 782   |
| 10       | Cincinnati    | Ohio                 | 325 902   |
| 11       | Pittsburgh    | Pensilvania          | 321 616   |
| 12       | Nueva Orleans | Luisiana             | 287 104   |
| 13       | Detroit       | Míchigan             | 285 704   |
| 14       | Milwaukee     | Wisconsin            | 285 315   |
| 15       | Washington    | Distrito de Columbia | 278 718   |
| 16       | Newark        | Nueva Jersey         | 246 070   |
| 17       | Jersey City   | Nueva Jersey         | 206 433   |
| 18       | Louisville    | Kentucky             | 204 731   |
| 19       | Mineápolis    | Minnesota            | 202 718   |
| 20       | Providence    | Rhode Island         | 175 597   |